# Acil-CoA deidrogenasi
La acil-CoA deidrogenasi è un enzima appartenente alla classe delle ossidoreduttasi, che catalizza la seguente reazione:
acil-CoA + accettore ⇄ 2,3-deidroacil-CoA + accettore ridotto
L'enzima è una flavoproteina che, con un'altra flavoproteina come l'enzima Flavoproteina (trasferisce elettroni) deidrogenasi (numero EC 1.5.5.1), forma un sistema che riduce l'ubichinone (tramite intermedi di proteine ferro II) ed altri accettori. 
(La maggior parte degli acidi grassi ingeriti con la dieta sono a catena lunga o media) 

## Isoenzimi dell'acil-CoA deidrogenasi
Tale enzima possiede 3 isoforme: 
- LCAD (long chain acil- CoA dehydrogenase) agisce su acidi grassi a catena lunga composti da 12-18 atomi di carbonio
- MCAD (medium chain acil-CoA dehydrogenase) agisce su acidi grassi a catena media formati da 4-14 atomi di carbonio
- SCAD (short chain acil-CoA dehydrogenase) agisce su acidi grassi di 4-8 atomi di carbonio

Tutti e tre gli isoenzimi hanno come cofattore FAD

## Malattie legate alla deficienza dell'isoenzima MCAD
Il deficit di un enzima generalmente può essere superato grazie all'intervento di altre forme dello stesso enzima che ricoprono la stessa funzione. 
Nel caso dell'MCAD però l'assenza può provocare dispensi: 
- ipoglicemia ipochetotica
- coma dopo un digiuno di più di 12 ore: ciò avviene perché la beta- ossidazione è importante per la produzione di energia nel caso in cui l'organismo abbia necessità e una delle strategie adottate per assicurare la produzione di energia sotto forma di ATP è proprio la mobilizzazione degli acidi grassi.

### Morte in culla dei neonati (SDIS)
Questo difetto nel catabolismo degli acidi grassi costituisce motivo di morte infantile nel 25%-60% dei casi, proprio per l'impossibilità di sapere in anticipo se l'enzima è presente. Tuttavia recentemente sono state sviluppate anche tecniche di diagnosi prenatale,di modo che con una prevenzione nell'alimentazione si possa controllare la patologia.
La terapia alimentare prevede un basso contenuto di grassi rispetto a quello di carboidrati.

## Reazione di ossidazione

Ossidazione degli acidi grassi attraverso il fattore ossidante FAD (flavina adenina dinucleotide)

## Meccanismo dell'acil-CoA deidrogenasi

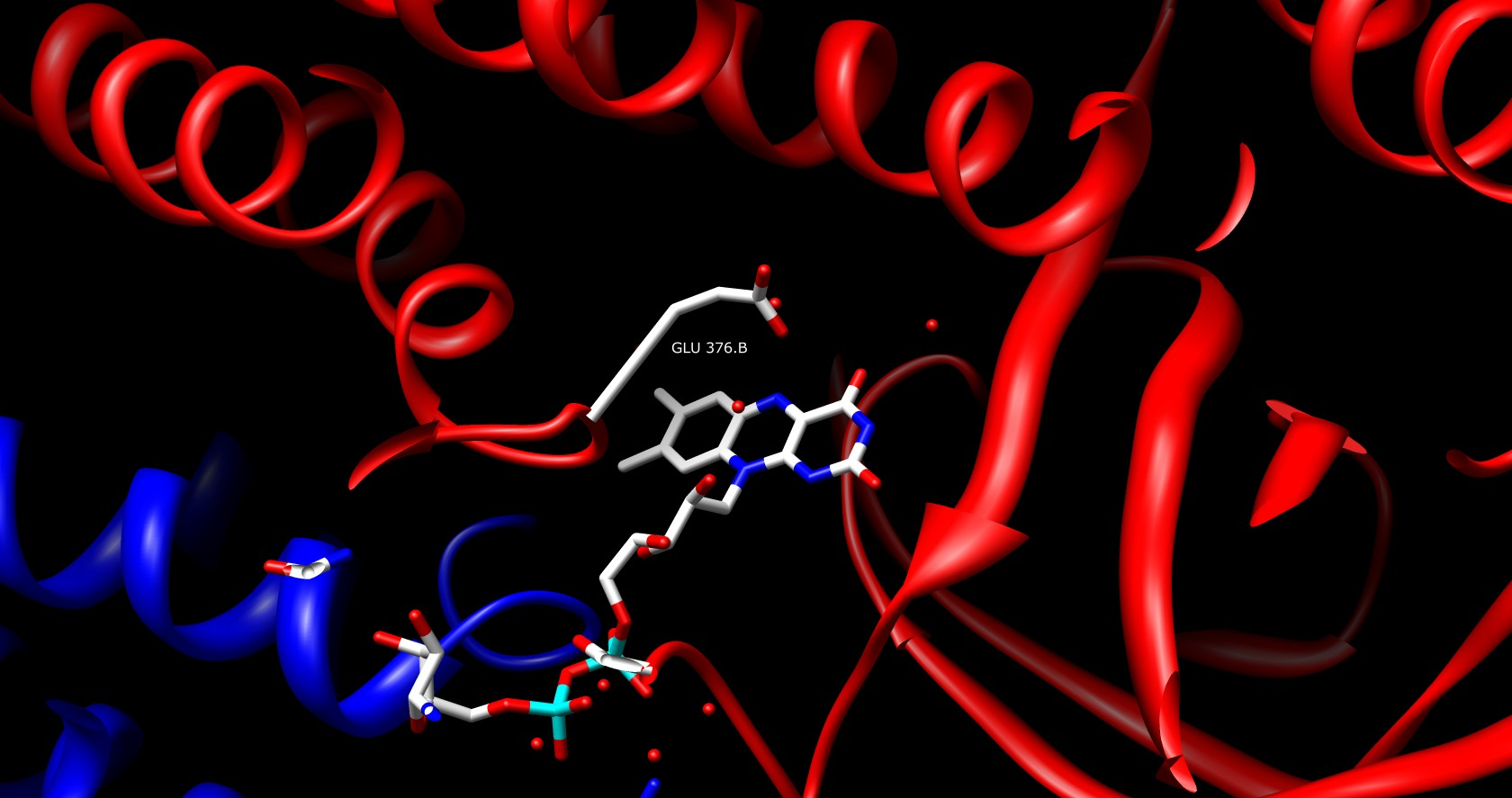
Particolare del sito attivo della catena acil-CoA deidrogenasi

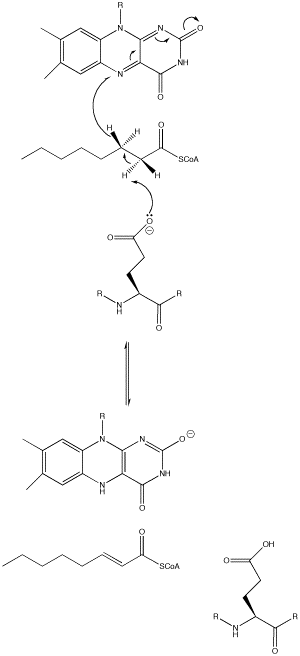
Meccanismo generale dell'acil-CoA deidrogenasi